# 布祖盧克森林國家公園
46°40′N 136°00′E / 46.667°N 136.000°E

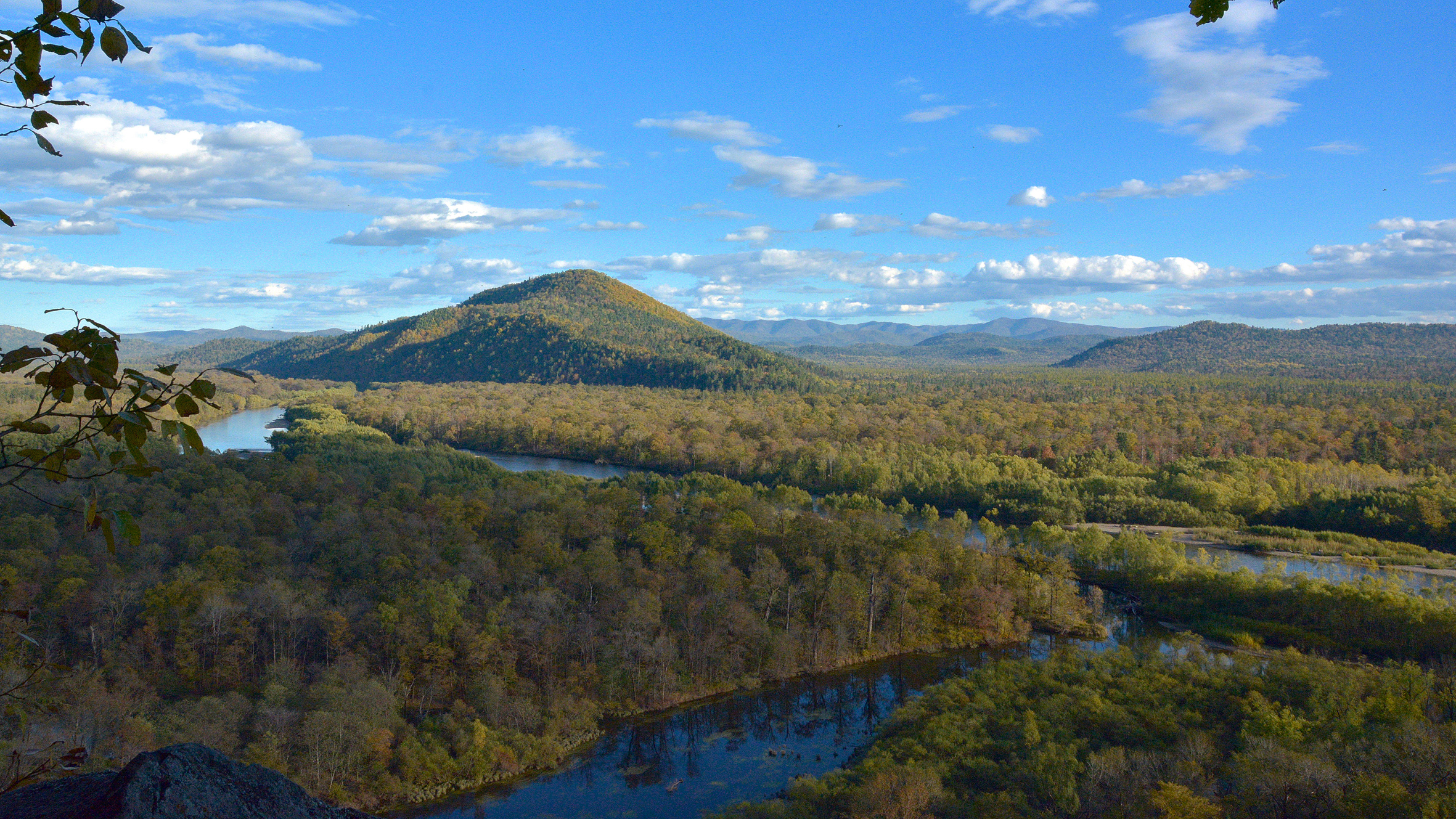

布祖盧克森林國家公園是俄羅斯的國家公園，位於該國西南部，橫跨薩馬拉州和奧倫堡州，處於布祖盧克以北15公里，面積1,060平方公里。